# Luís Alberto
Pour les articles homonymes, voir Alberto.
Luís Alberto est un footballeur brésilien né le 17 novembre 1983 à Salvador. Il évolue au poste de milieu défensif.

## Biographie
Luís Alberto joue au Brésil, en Arabie saoudite, au Portugal, en Roumanie et au Japon.
Il joue plus de 100 matchs en première division portugaise.
Au sein des compétitions continentales, il dispute six matchs en Ligue des champions (un but), 12 matchs en Ligue Europa (trois buts), un match en Copa Libertadores, et enfin un match en Copa Sudamericana.

## Palmarès
- Vainqueur du Campeonato Baiano en 2013 avec l'EC Vitória